# Banque Audi
Pour les articles homonymes, voir Audi (homonymie).
La Banque Audi est une banque libanaise fondée à Saïda en 1830 par Hannah Audi puis à Beyrouth en 1962 par Raymond Audi,